# Cheteti
Cheteti war ein altägyptischer Stadtfürst, der wahrscheinlich am Ende des Alten Reiches in Qus amtierte. Cheteti ist bisher nur von dem Fragment eines Architravs bekannt, das sich heute im Kunsthistorischen Museum in Wien befindet. Dort ist er mit seiner Gemahlin  Nebetit dargestellt, die den Titel einziger Königsschmuck trägt. Er selbst trägt den Titel Vorsteher der Priester des Herrn von Oberägypten. Der Herr von Oberägypten war, wie andere Quellen belegen, der Hauptgott von Qus. Auf dem Steinfragment erscheinen auch die Söhne des Cheteti. Unter ihnen befindet sich auch der königliche Siegler Djefi. Ein Djefi erscheint in anderen Quellen als Stadtfürst, so dass vermutet werden kann, dass es sich hier um den zukünftigen Nachfolger im Amt handelt. Aus diversen Quellen erfährt man, dass die Vorsteher der Priester auch weltliche Aufgaben erfüllten. Die Stele wurde 1881 Kronprinz Rudolf geschenkt und soll aus Elkab stammen.